# Mazraat el Chouf
Mazraat el Chouf (arabisch مزرعة الشوف, auch: Mazraa Shouf, Mazra'a Chouf, Mazraat ech Chouf) ist ein Dorf des im Distrikt Chouf im Gouvernement Libanonberg im Libanon. Die Einwohnerschaft setzt sich zusammen aus einer Mehrheit von Drusen sowie Maroniten. Die Bevölkerung wird mit 6923 Einwohnern (2014) angegeben.

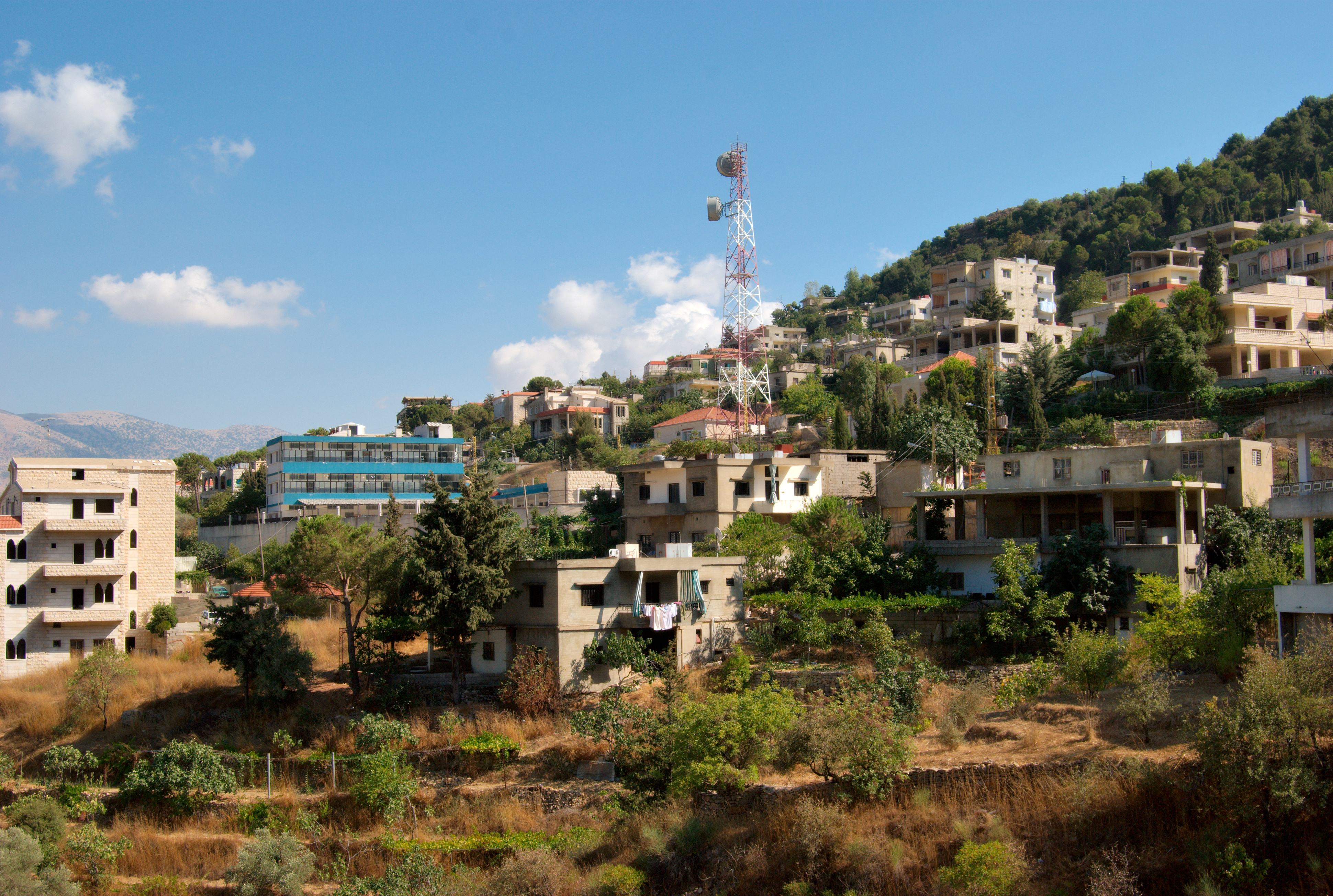
Mazraat el Chouf

## Name
Der Name bedeutet wörtlich "Hof/Alm von Chouf". Dabei geht "Chouf" zurück auf das arabische Wort "chaf" mit der Bedeutung "sehen" und auf die abgeleitete Form "achrafa" (überwachen), der Name beschreibt somit ein geographisch erhabenes Gebiet, das den Blick in große Entfernung frei gibt.

## Geographie
Das Ortsgebiet hat eine Fläche von 1100 ha. Der Ort selbst liegt etwa 50 km von Beirut entfernt auf einer Höhe von 950 m über dem Meer. Zugangsstraßen kommen von Damur-Beit ed-Din und Baaklin-Jdaïdet ech Chouf (arabisch الجديدة). Im Osten wird das Ortsgebiet vom Nahr al-Awali begrenzt.
Die nächstgelegenen Orte sind Kahlouniyeh (arabisch كحلونية) im Norden und Baiqoun (arabisch بيقون), beziehungsweise Bsaba (arabisch بسابا) im Süden.
Das Dorf gehört zum Gemeindeverband Chouf Es Souayjani Union. 

## Bevölkerung
Das Dorf zählt 2459 ständige Einwohner, insgesamt jedoch 6923 Bewohner, von denen 3980 als Wähler eingetragen sind.

### Bedeutende Persönlichkeiten
- Nasib Jumblatt Pascha (1852–1922)

### Bedeutende Familien
- Abou karoum, Azzam, Charbel, El Beaini, Zebian, Ajab, Abdel Sater, Harb, Abou Chacra, Abou Nahed.